# 소라노
소라노(이탈리아어: Sorano)는 이탈리아 토스카나주 그로세토도에 있는 코무네다.
렌테(Lente)강 건너 편에 있는 응회암으로 된 언덕 위에 위치한 중세 마을이다.

## 역사
소라노는 빌라노바 문화인들이 살았을 것으로 추정되지만, 역사에서의 첫 언급은 이와 대조적인 인구가 더 많았던 소바나의 영향력 아래에 있는 에트루리아 도시로서 기원전 3세기이다.
로마 시대 역사에서는 사라졌다가 서기 862년에 루트비히 2세에 의해 세워져, 알도브란데스키 가문의 종주권하에 있었다. 알도브란데스키 가문은 4세기 이상 토스카나 남부에서 가장 강력한 가문중 하나였으며, 일디브란디노(Ildibrandino)의 아들인 마르게리타(Margherita)가 남자 후계자 없이 사망하면서 1312년에 사라지고 만다. 그의 딸인 아델라이데(Adelaide)는 로마노 디 젠틸레(Romano di Gentile) 오르시니와 결혼하였고, 소라노는 오르시니 가문의 영지가 된다.
피틸리아노-소라노국은 시에나 공화국을 상대로 전쟁을 벌였지만, 1417년에 시에나의 종주권을 받아들이고 만다. 1556년에 독립을 하게 되지만, 이후 토스카나 대공국에 합병된다. 이곳의 전략적 위치로 인하여 세워진 요새는 지속적으로 공격을 받았으며, 또한 오르시니 가문 사이의 내전이 일어난 장소이기도 하였다. 1604년 알레산드로 디 베르톨도(Alessandro di Bertoldo)가 사망하면서, 토스카나 대공국의 영토가 된다.
1860년 이탈리아 왕국의 영토가 되었다.

## 같이 보기
- 피틸리아노